# Johann von Friedingen

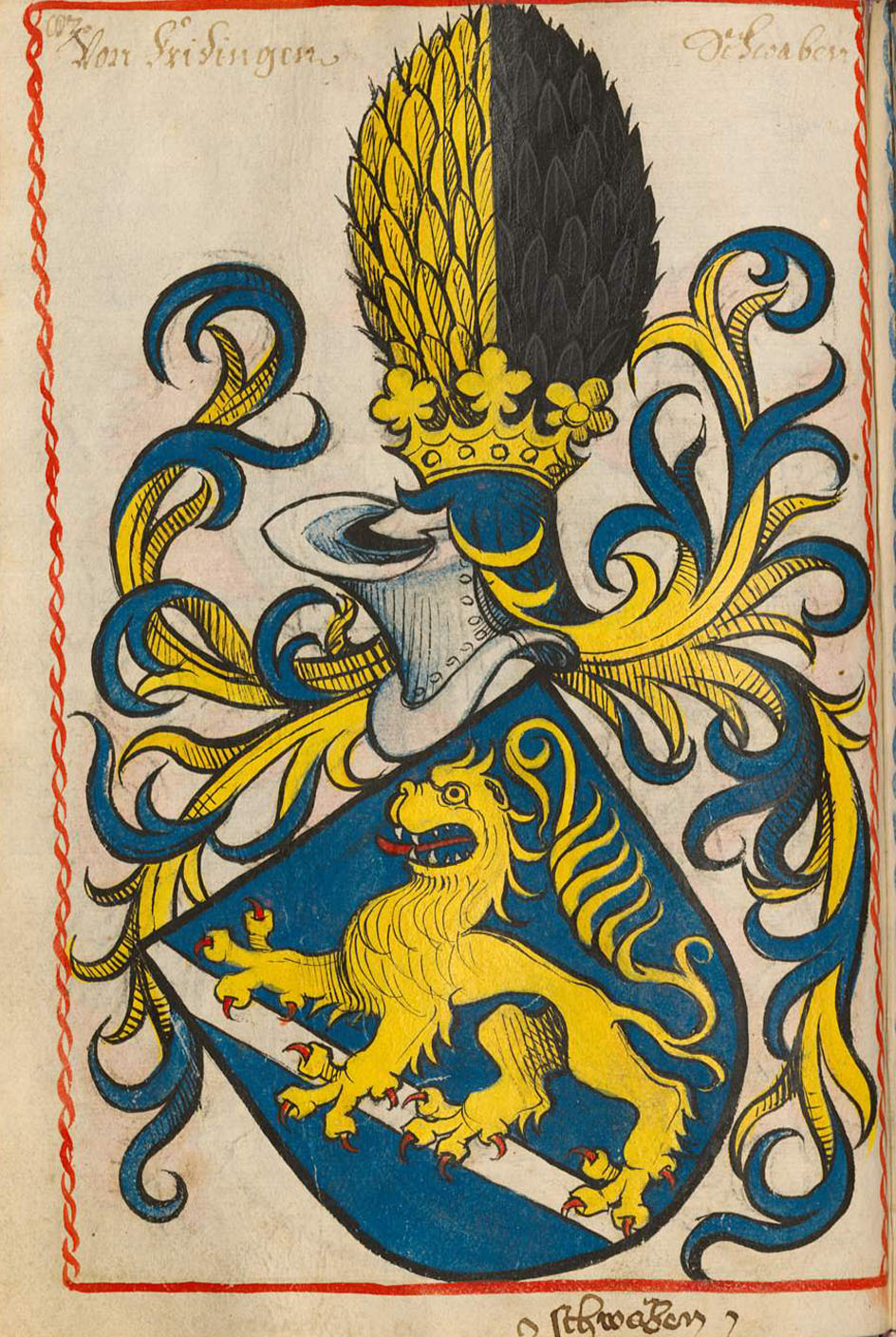
Wappen derer von Friedingen

Johann von Friedingen  (* um 1458; † 21. Dezember 1534 in Bebenhausen) war der letzte Abt des Klosters Bebenhausen vor der Reformationszeit. Er stammt aus der edelfreien Herrscherfamilie der Herren von Friedingen. 

## Leben
Johann von Friedingen war ein Sohn des württembergischen Rats Rudolf von Friedingen. Er studierte in Heidelberg und Tübingen. Anschließend wurde er Klosterpfleger in Stuttgart und später in Plieningen. Ab 25. August 1493 war er Abt von Bebenhausen.
Er beeinflusste die württembergische Landespolitik unter anderem durch seine Beziehungen zu Karl V. und dessen Bruder Ferdinand I., der sich mehrmals in die schweigsame Einsamkeit des Klosters zurückzog, um seine Vergehungen zu büßen.
Den Reformationsbewegungen widerstand Johann ausdrücklich, und aus seinem Konvent trat nur ein Mönch 1534 zum protestantischen Glauben über, um zu heiraten. Er beaufsichtigte die Baumaßnahmen am Kreuzgang, dem Winterrefektorium, dem Dorment und dem Laienrefektorium des Klosters und ließ den Neuen Bau als Herberge für Gäste errichten.
Nach einem Schlaganfall starb er am 21. Dezember 1534 und wurde im Chor der Klosterkirche Bebenhausen vor dem Hochaltar beerdigt.